# Mats Sundin
Mats Johan Sundin (Broma, Suécia, 13 de fevereiro de 1971) é um jogador Sueco de hóquei no gelo. Foi a primeira escolha do draft de 1989. Sundin jogou suas primeiras quatro temporadas na NHL no Quebec Nordiques. Ele foi negociado com o Toronto Maple Leafs em 1994, onde jogou a maior parte de sua carreira e por 11 temporadas como o capitão da equipe. Ao final da temporada 2007–08 da NHL, Sundin detinha o segundo lugar em tempo de carreira como capitão na NHL dentre os jogadores em atividade,  atrás somente de Joe Sakic do Colorado Avalanche, e o capitão europeu de equipe da NHL por mais tempo. Sundin jogou também pelo Vancouver Canucks na temporada 2008–09 antes de anunciar sua aposentadoria em 30 de Setembro de 2009.
Com exceção de sua primeira temporada, do período de lockout e de sua temporada com o Vancouver Canucks, Sundin marcou pelo menos 70 pontos todos os anos. Ele jogou pelo menos 70 jogos em cada temporada que disputou na sua carreira na NHL, e liderou os Leafs em pontos em todas as temporadas em que esteve no time, exceto na temporada 2002–03, quando Alexander Mogilny o derrotou por 7 pontos. Em 14 de outubro de 2006, Sundin foi o primeiro jogador sueco a registrar a marca de 500 gols. Ele ainda é o líder dos Leafs em total de gols (420) e pontos (984) durante a carreira na equipe e está empatado com Jaromir Jagr, Sergei Fedorov, e Patrik Elias no recorde de gols (15) na prorrogação marcados na temporada regular.
Internacionalmente, Sundin ganhou três medalhas de ouro com a seleção da Suécia no Campeonato Mundial e uma medalha de ouro nas Olimpíadas de Inverno de 2006 em Turin.

## Carreira na NHL

### Quebec Nordiques
Sundin foi escolhido pelo Quebec Nordiques com a primeira escolha geral do Draft da NHL de 1989, tornando-se o primeiro jogador europeu escolhido na primeira escolha do draft na história da NHL. Na época, Sundin jogava na Suécia, em um time da segunda divisão, Nacka HK, mas na próxima temporada já defendeu o Djurgårdens IF da primeira divisão sueca, a Elitserien, ajudando a equipe a conseguir o Le Mat Trophy como campeões da liga.
Sundin teve sua estréia na NHL com o time de Quebec durante a temporada 1990–91, terminando em segundo no time, em número de pontos da temporada, 59, atrás somente de Joe Sakic. Ele marcou o seu primeiro gol na NHL num jogo contra o Hartford Whalers, seu primeiro jogo na NHL, em 4 de outubro de 1990. Na segunda temporada na NHL, Sundin melhorou sua marca e terminou com 76 pontos, porém na temporada 1992–93 ele liderou os Nordiques com a maior pontuação de sua carreira, 114 pontos, firmando-se como um dos melhores jogadores jovens da NHL. Antes de ser negociado com o Toronto Maple Leafs, Sundin jogou apenas mais uma temporada com os Nordiques, marcando 85 pontos em 84 jogos.

### Toronto Maple Leafs
Os Maple Leafs adquiriram Sundin numa troca em 28 de junho de 1994. Os Nordiques enviaram Sundin, Garth Butcher, Todd Warriner, e uma escolha de primeira rodada do draft de 1994, aos Leafs em troca por Wendel Clark, Sylvain Lefebvre, Landon Wilson, e uma escolha de primeira rodada no draft de 1994. Entretanto, como resultado do período de disputa salarial da NHL com a NHLPA (1994–95 lockout), a estréia de Sundin no Toronto foi atrasada e ele retornou à Suécia para jogar novamente pelo Djurgårdens IF. Quando a temporada da NHL foi retomada, Sundin imediatamente mostrou seu valor, liderando os Leafs, marcando um ponto por jogo e terminando a temporada com 47 pontos. Na sua terceira temporada com os Leafs, Sundin marcou 41 gols e 94 pontos, a segunda maior pontuação de sua carreira. Com a saída do capitão Doug Gilmour para o New Jersey Devils durante a temporada 1996–97, Sundin foi nomeado o sucessor de Gilmour, tornando-se o décimo sexto capitão dos Leafs e o primeiro capitão europeu da história da equipe.
Depois de uma campanha de 83 pontos na temporada 1998–99, Sundin liderou os Leafs aos playoffs em 1999 com o time na quarta colocação. Com um forte time montado, após as aquisições do atacante Steve Thomas e do goleiro Curtis Joseph na temporada anterior, os Leafs chegaram à final da Conferência Leste contra o sétimo colocado Buffalo Sabres, mas foram derrotados em apenas 5 jogos. Sundin novamente levou os Leafs à final da Conferência Leste em 2001–02, mas desta vez perderam para o Carolina Hurricanes em seis jogos. Sundin obteve a maior pontuação de sua carreira nos playoffs, com 16 pontos em 17 jogos.
Em 2002–03, depois de oito anos consecutivos como o artilheiro dos Leafs na temporada regular, Sundin foi sucedido por Alexander Mogilny, que ultrapassou os 72 pontos de Sundin, marcando 79. Na temporada seguinte Mogilny sofreu uma contusão séria nas costelas e devido a isso, teve que se ausentar por 12 semanas, permitindo a Mats Sundin voltar a ser o artilheiro dos Maple Leafs naquela temporada. Durante a campanha 2003–04, Sundin foi alvo de grande cobertura da mídia com um episódio onde ele arremessou o taco, em 8 de janeiro de 2004, num jogo contra o Nashville Predators. Após seu taco ter quebrado numa tentativa de chute ao gol, Sundin, desapontado, jogou os pedaços do taco para o lado, mas ao invés de baterem no vidro, os pedaços voaram por sobre o vidro, diretamente na torcida. Julgado pela liga, Sundin teve de cumprir um jogo de suspensão. Depois do jogo, como um pedido de desculpas, Sundin deu um taco novinho, autografado, ao torcedor que foi atingido pelo taco quebrado.
Como resultado da disputa salarial entre NHL e NHLPA (2004–05 NHL lockout), Sundin passou o restante da temporada sem jogar, optando por não jogar nem mesmo na Suécia, como muitos outros suecos haviam decidido. Quando os jogos retornaram, na temporada de 2005–06, Sundin foi atingido por um puck em seu rosto logo no primeiro jogo da temporada, contusão que quase o fez perder a visão de um olho, quebrando seu osso orbital. Ele retornou à ativa após um mês de recuperação e liderou a equipe marcando 78 pontos. Contudo, em 2006, os Leafs não tiveram o mesmo sucesso e não conseguiram se classificar aos playoffs pela primeira vez em sete temporadas.
Logo no início da temporada 2006–07, Sundin tornou-se o 35º jogador na história da NHL a marcar 500 gols, marca atingida em 14 de outubro de 2006, num hat trick (3 gols na mesma partida), contra Miikka Kiprusoff do Calgary Flames. Ele anotou o seu gol de número 500 no seu terceiro gol no jogo, marcado na prorrogação, derrotando os Flames por 5–4. Mais para frente na temporada, em 20 de março de 2007, Sundin atingiu a marca de 900 pontos como um Maple Leaf com duas assistências, numa vitória por 2–1 contra o New Jersey Devils.
Na temporada 2007–08, Sundin começou a se aproximar de vários recordes como jogador do Toronto Maple Leafs. No segundo jogo da temporada, em 4 de outubro de 2007, contra o Ottawa Senators, Sundin anotou o seu gol de número 389 pelos Leafs, empatando a marca de Darryl Sittler. No quinto jogo do Toronto na temporada, em 11 de outubro, contra o New York Islanders, Sundin marcou seu 917º ponto como um Maple Leaf, quebrando o recorde de Darryl Sittler, como líder da franquia em número de pontos. No mesmo jogo, ele também marcou seu 390º gol no terceiro período, assumindo sozinho o recorde de maior artilheiro da história dos Leafs. Ao final do jogo, ele foi eleito como a primeira, segunda e terceira estrela do jogo, uma forma de reconhecê-lo pelos seus recordes. Em 27 de Novembro, em um jogo contra o Montreal Canadiens, Sundin se tornou o primeiro jogador a anotar 400 gols com a camisa dos Leafs. Alguns dias depois, em 1º de dezembro, num jogo contra o Pittsburgh Penguins, ele quebrou o recorde de Babe Dye, que perdurava por 83 anos, quando estendeu sua série pontos em jogos em casa, pontuando em 15 jogos seguidos.
Com os Leafs novamente sem condições de se classificar para os playoffs ao final da temporada e com o contrato de Mats Sundin para expirar, Sundin foi o foco de inúmeros rumores de troca com a aproximação de 26 de fevereiro, último dia de trocas na temporada. A diretoria dos Maple Leafs solicitou que Mats Sundin aceitasse cancelar sua cláusula que não permitia a ele ser trocado com outros times, para que os Leafs coneguissem adquirir jovens talentos com potencial e/ou escolhas no draft, assegurando o futuro da equipe. Em 25 de fevereiro, Sundin declarou que não aceitava ser trocado, pois não se considerava um jogador de "aluguel"  e que se era para ele ganhar a Stanley Cup, ele queria ganhar após ter jogado uma temporada inteira na equipe. Ele permaneceu com o clube e, com 78 pontos, foi pela quarta vez consecutiva e, em 12 de 13 temporadas na equipe, o melhor atacante dos Maple Leafs.

### Vancouver Canucks
Sundin, após ter seu contrato encerrado com o Toronto Maple Leafs, tornou-se um agente livre em 1º de julho de 2008,  porém os Leafs concederam preferência ao Montreal Canadiens e New York Rangers para negociarem com Sundin antes desta data. No dia em que se tornou agente livre, Mike Gillis, o novo gerente geral do Vancouver Canucks ofereceu a Sundin um contrato lucrativo de 2 anos e $20 milhões que, se firmado, faria de Mats Sundin o mais bem pago jogador da NHL. Numa tentativa de atrair Sundin ao contrato com os Canucks, inúmeras empresas de Vancouver estenderam ofertas a Sundin, como um carro Volvo e móveis IKEA. Os Rangers, Canadiens e Leafs também ofereceram contratos, entretanto, Sundin preferiu aguardar o início da temporada, contemplando a possibilidade de se aposentar. Depois de anunciar que ele iria, de fato, retornar à NHL e assinar com uma equipe, ele reduziu as opções e considerou somente as propostas do New York Rangers e Vancouver Canucks. Em 18 de dezembro de 2008, os Canucks anunciaram que Sundin havia assinado com o clube para um contrato de um ano, por $8.6 milhões. Considerando o restante da temporada, já que Sundin somente assinou na metade de dezembro, Sundin receberia $5 milhões. Após uma redução de $1.4 milhões do contrato original proposto pelos Canucks anteriormente, Sundin considerou reduzir seu salário para permitir que os Canucks tivessem dinheiro em caixa para melhorar a equipe até o final da temporada 2008-2009.
Sundin fez sua estréia nos Canucks em 7 de janeiro de 2009, numa vitória por 4–2 sobre o Edmonton Oilers, e marcou seu primeiro gol com o clube dois jogos depois, em 10 de janeiro, num gol em vantagem numérica, numa derrota para o San Jose Sharks. Sundin retornou a Toronto em 21 de fevereiro de 2009, para jogar sua primeira partida contra o Toronto Maple Leafs. O retorno ao Air Canada Centre foi um momento muito especial e tornou-se emocional quando um vídeo de tributo ao líder da franquia dos Leafs foi transmitido durante uma interrupção no primeiro período da partida, seguido de aplausos em pé para Sundin. O jogo foi decidido nos pênaltis com Sundin marcando o gol da vitória sobre o seu antigo time resultando na vitória dos Canucks por 3–2. Tendo sido um jogador que marcava um ponto por jogo durante sua carreira, Sundin foi criticado pelo seu jogo apenas regular, marcando somente 28 pontos em 41 jogos enquanto jogando a maioria do tempo na segunda linha de ataque com Pavol Demitra e Ryan Kesler. Sundin voltou a anotar um ponto por jogo nos playoffs de 2009, quando os Canucks se classificaram para a pós-temporada como campeões da Divisão Noroeste. Ele ficou de fora dos últimos dois jogos da primeira rodada dos playoffs, onde os Canucks "atropelaram" os St. Louis Blues  em 4 jogos, com uma suspeita de lesão nas costelas depois de uma queda de mau jeito atrás do gol, no jogo 2, mas se recuperou a tempo da segunda rodada, contra o Chicago Blackhawks. Como os Canucks foram eliminados em 6 jogos, Sundin terminou os playoffs com 8 pontos em 8 jogos. Em 30 de setembro de 2009, Sundin anunciou sua aposentadoria em uma conferência de imprensa em Estocolmo, Suécia.

## Carreira Internacional
Sundin representou a Seleção Sueca em várias competições internacionais, incluindo a Copa do Mundo de Hóquei e as Olimpíadas de Inverno, e manteve a posição de  capitão da seleção pela maior parte da última década. Sundin é reconhecido como um dos melhores jogadores do mundo nas competições internacionais, e tem em sua carreira uma impressionante lista de realizações como resultado de sua performance nas Olimpíadas de Inverno de 2002 e Copa do Mundo de 2004. Sundin ganhou três Campeonatos Mundiais da Federação Internacional de Hóquei no Gelo - IIHF com a Suécia em 1991, 1992 e 1998. Sundin finalmente alcançou a medalha de ouro olímpica com a Seleção Sueca em 2006 em Turin.
Depois de liderar a equipe à medalha de ouro em Turim, ele também se aposentou da seleção sueca de hóquei.

## Vida pessoal
Toronto é o lar de uma cobertura intensa de hockey pela mídia, e como Sundin é uma pessoa reservada, ele foi sem dúvida alguma o atleta mais criticado na cidade. Ele sempre se esquivava de quaisquer tentativas de questionamentos sobre sua vida pessoal, e raramente fazia declarações negativas de seus companheiros de equipe em público. Em 2006, Sundin colocou sua casa de quatro quartos à venda pelo preço de $6.499 milhões, o que iniciou uma forte especulação da mídia sobre ele estar infeliz com os Leafs e que deveria estar objetivando se mudar e jogar em outro lugar. Contudo, Sundin e sua namorada de longa data, Tina Fagerström, tinham se separado e o presidente da Maple Leaf Sports & Entertainment, empresa proprietária da franquia Maple Leafs, Richard Peddie, simplesmente comentou que o mercado imobiliário estava em alta e que a casa de Mats Sundin era enorme para um rapaz solteiro. Sundin continuou jogando pelos Leafs na temporada seguinte da NHL. Em 30 de abril de 2008, Sundin recebia um reconhecimento de sua liderança no Our Lady of Lourdes Catholic High School em Guelph, Ontario, quando declarou que ele e sua atual namorada Josephine Johansson decidiram se casar. Os dois estavam namorando a 1 ano.
Em setembro de 2008, Sundin anunciou um contrato de patrocínio com o site PokerStars. Ele joga com o apelido de "MatsSundin" e doa todos os seus ganhos para instituições de caridade.
Em 29 de agosto de 2009, Mats casou-se com sua noiva Josephine Johansson. A lista de convidados excedeu 200 pessoas e incluiu diversos amigos das equipes de hockey por onde ele jogou.

## Recordes

### NHL
Empatado em maior número de gols na prorrogação durante a temporada regular (15, compartilhado com Jaromír Jágr, Sergei Fedorov e Patrik Elias)

Empatado em 20º em número de gols na carreira (564, compartilhado com Joe Nieuwendyk)

32º em total de assistências na carreira (785)

25º em total de pontos na carreira (1349)

Primeiro europeu a ser escolhido como primeira escolha no geral no Draft da NHL (1989 pelo Quebec Nordiques)

Europeu a atuar mais tempo como capitão de uma franquia da NHL na história da liga (10 temporadas)

Único jogador sueco a atingir a marca de 500 gols (564)

Maior número de pontos, gols e assistências durante a carreira, marcados por um jogador sueco

Empatado em gol mais rápido na prorrogação (6 segundos, compartilhado com Alexander Ovechkin, Simon Gagné e David Legwand)

Primeiro jogador sueco a alcançar os 1000 pontos

Junto com Marcel Dionne detém o recorde de marcar pelo menos 20 gols em cada uma de suas primeiras 16 temporadas

Maior número de partidas jogadas por um atacante europeu (1346)

### Toronto Maple Leafs
Gols (420)

Assistências por um atacante (587)

Pontos (987)

Empatado em assistências em um mesmo período de jogo (3, Darcy Tucker e Matt Stajan)

## Reconhecimentos e realizações
Campeão da TV-pucken como parte da seleção de Estocolmo em1986.

Campeão Sueco em 1990.

Primeiro europeu a ser escolhido como primeira escolha no geral no Draft da NHL (1989 pelo Quebec Nordiques)

Convocado para o time de estrelas da Liga de Elite Sueca (Elitserien World All-Star Team) em 1991, 1992, 1994 e 1998.

Ganhador do Viking Award em 1993, 1994, 1997, e 2002.

Nomeado para o time de estrelas do Campeonato Mundial de Hóquei (World Championships All-Star Team) em 1992 e 2003.

Melhor atacante da Campeonato Mundial de Hóquei em 1992.

Nomeado para o time de estrelas da Copa do Canadá (Canada Cup All-Star Team) em 1991.

Nomeado para o time de estrelas da Copa do Mundo de Hockey em 1996.

Jogou no time de estrelas da NHL (NHL All-Star Game) em 1996, 1997, 1998, 1999, 2000, 2001, 2002, 2003 (lesionado) e 2004.

Nomeado para o segundo time de estrelas da NHL em 2002 e 2004.

Nomeado para o time de estrelas do Torneio Olímpico em 2002.

Capitão da seleção sueca de hockey no gelo nas Olimpíadas de 2006 quando a Suécia ganhou a medalha de ouro.

Alcançou a marca de 500 gols em 14 de outubro de 2006.

Alcançou 1.300 pontos em 5 de fevereiro de 2008.

Reconhecido com o "Mark Messier Leadership Award" em 2008.